# Maria Grazia Cioffi
Maria Grazia Cioffi (Benevento, 3 febbraio 1989) è un'allenatrice ed ex giocatrice italiana di rugby a 15.
In carriera attiva nel ruolo di tre quarti centro, ha militato nella squadra della sua città, la sezione femminile del Benevento, da lei co-fondata e guidata, e in seguito ha vinto un titolo di campione d'Italia con Colorno.
Vanta 51 presenze per l'Italia con la quale ha partecipato alla Coppa del Mondo 2017.
Dalla stagione 2020-21 è assistente allenatrice della prima squadra femminile del Colorno.

## Biografia
Figlia di Franco Cioffi, storico rugbista e dirigente del Benevento, Maria Grazia, insieme a sua sorella Elena, fondò nel 2008, a 19 anni, la sezione femminile del club, con cui al suo primo anno vinse la Coppa Italia a sette.
Già nel 2009, inoltre, Cioffi era entrata nell'orbita della nazionale femminile, venendo convocata in occasione del Sei Nazioni di quell'anno e debuttando contro l'Inghilterra a Richmond (69-13 per le inglesi).
Divenuta presenza stabile in nazionale, prese parte a diverse edizioni del Sei Nazioni e partecipò alla qualificazione dell'Italia alla Coppa del Mondo di rugby femminile 2017, la prima cui le Azzurre presero parte dal 2002, conclusasi con il nono posto finale.
Nel 2016, dopo avere guidato il Benevento alle semifinali-scudetto 2015-16 come giocatrice-allenatrice e il parziale scioglimento del club, si trasferì in Emilia al Colorno.
Dopo la fine della Coppa del Mondo di rugby femminile 2017, al termine della quale raggiunse e superò il traguardo delle cinquanta presenze in azzurro, annunciò il suo ritiro internazionale e nella stagione successiva si laureò campionessa nazionale con il Colorno.
Nel 2019 giunse il ritiro dall'attività agonistica a seguito della sua gravidanza; dal 2020 fa parte dello staff tecnico dello stesso Colorno come allenatrice in seconda della squadra seniores femminile.

## Palmarès
- Campionati italiani: 1
Colorno: 2017-18